# Straßenbahn Fukui–Echizen

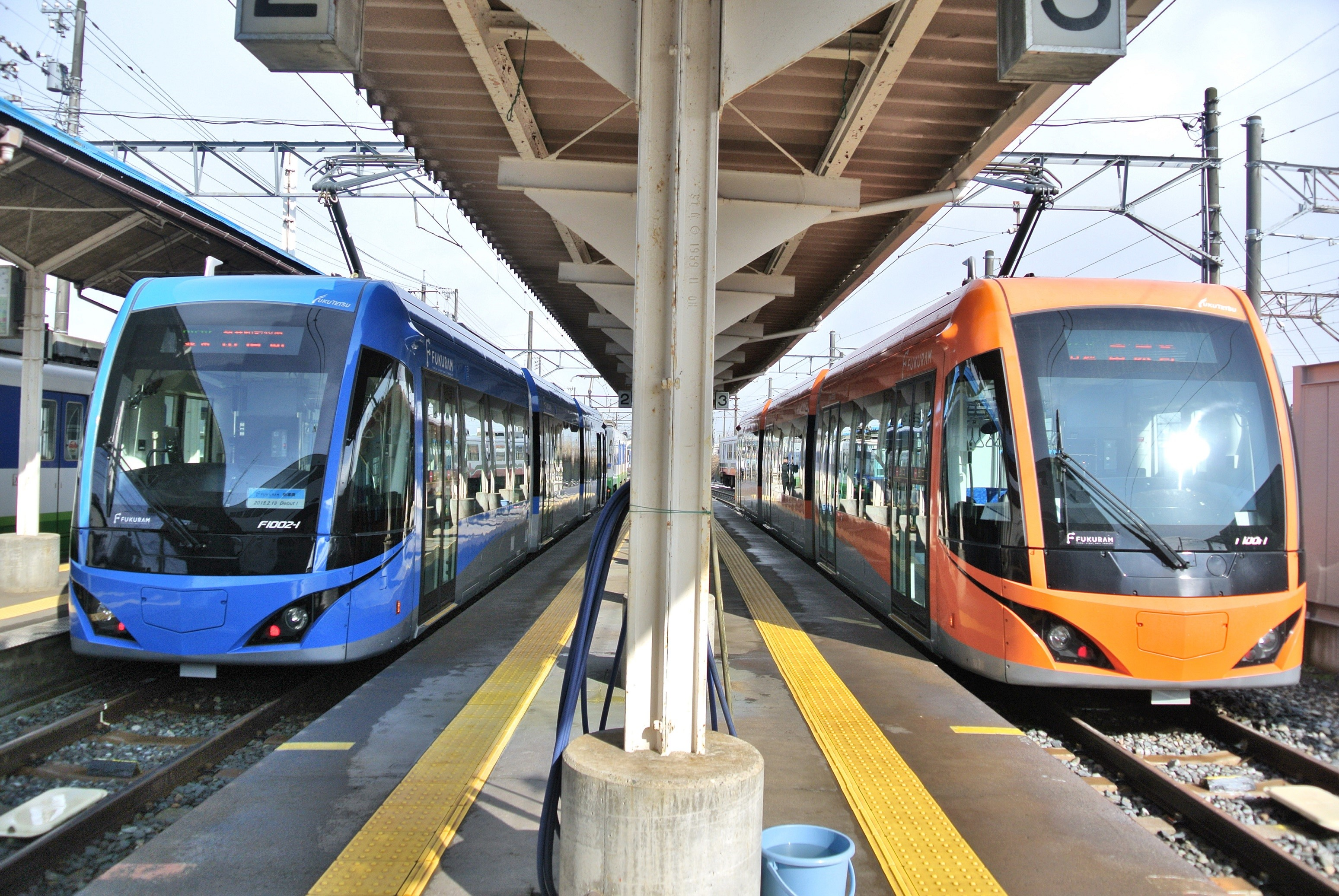
Niederflurfahrzeuge des Typs F1000 bzw. „FUKURAM“ (フクラム) in Takefu

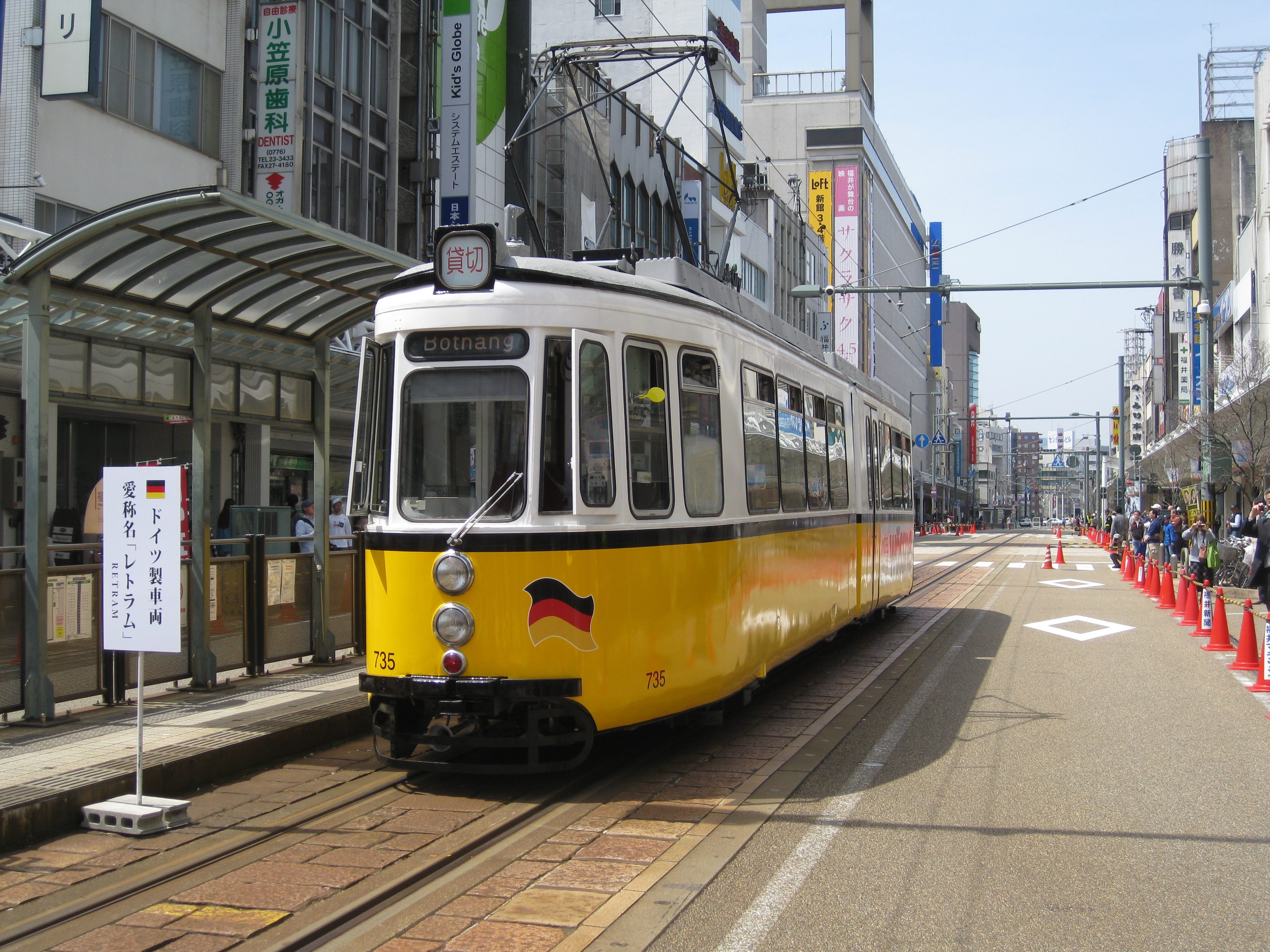
Stuttgarter Umbauwagen ex-Kōchi an der ehemaligen Bahnhofshaltestelle

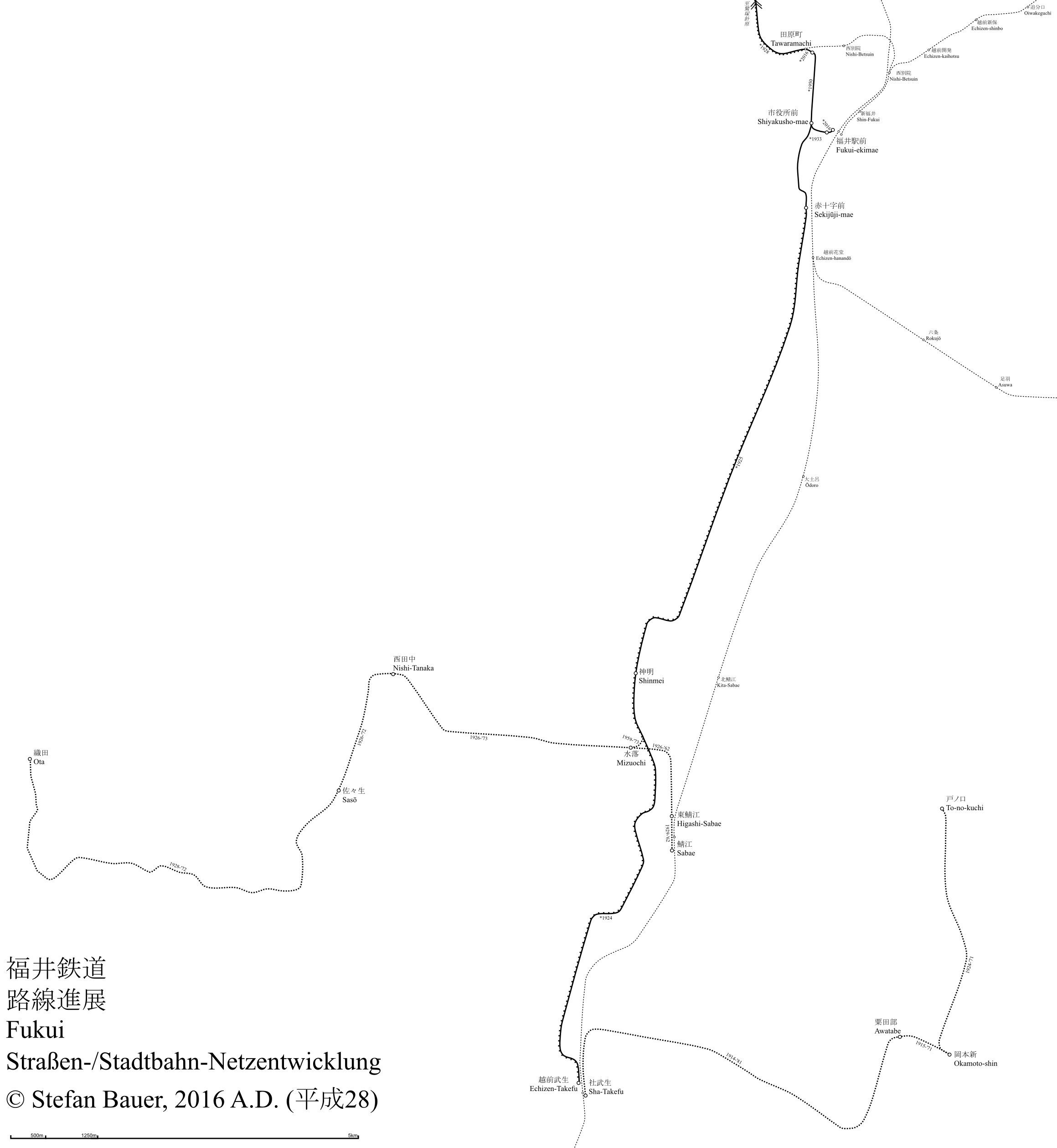
Netzentwicklung (durchgezogen = Bestand, unterbrochen/punktiert = stillgelegt)

Die Straßenbahn Fukui–Echizen ist das Straßenbahnnetz zwischen Fukui und Echizen auf der Insel Honshū in Japan. Es wird durch die Fukui Tetsudō K.K. (jap. 福井鉄道株式会社), kurz Fukutetsu (福鉄), betrieben. Die Fukui Tetsudō war früher eine Tochtergesellschaft der Nagoya Tetsudō (kurz: Meitetsu); bis 2008 hielt Meitetsu noch einen Anteil von 33,36 %, gab dann aber alle Anteile an öffentliche Unternehmen (u. a. Stadtplanungsgesellschaft Fukui, IHK Fukui, IHK Takefu) ab.
Es besteht aus nur einer einzigen Linie, der Fukubu-Linie (福武線 Fukubu-sen), die von Echizen-Takefu im Süden parallel zur JR-Hokuriku-Hauptlinie nach Fukui führt und nach Durchquerung des Stadtzentrums im Norden am Bahnhof Tawaramachi (田原町駅) auf die Vorortbahnstrecke der Echizen Tetsudō trifft. Auf dieser fahren einige Kurse weiter bis Washizuka-Haribara (鷲塚針原), was derzeit die einzige Verknüpfung zwischen Straßenbahn und Eisenbahn in Japan darstellt. Die Strecke südlich von Fukui ist ebenfalls als Eisenbahn konzessioniert, hier verkehren aber nur Straßenbahnfahrzeuge.
In Fukui selbst gibt es noch eine kurze Stichstrecke zum Hauptbahnhof im Osten. Da diese nur aus Richtung Norden angebunden ist, sind je nach Fahrtrichtung Wendemanöver an der Haltestelle Rathaus (市役所前, Shiyakusho-mae) notwendig.
Auf der Strecke Fukui–Echizen werden auch Expressfahrten angeboten, die nicht alle Zwischenstationen bedienen, wobei im Straßenbahnabschnitt generell überall gehalten wird.
Als erste wurde die Überlandstrecke zwischen Takefu und Fukui 1924/25 errichtet; erst 1933 folgte die Strecke zum Bahnhof Fukui und 1950 weiter nach Tawaramachi. Erst Ende März 2016 erfolgte die Durchbindung zur Echizen Tetsudō. Gleichzeitig wurde auch die Bahnhofshaltestelle von ihrer früheren Position in einer Seitenstraße um knapp 150 m zum Bahnhofsvorplatz verlängert. Zwischenzeitlich betrieb die Gesellschaft noch zwei separate Eisenbahnstrecken nördlich und östlich von Takefu, die zwischen 1962 und 1981 schrittweise stillgelegt wurden. Zur Linie nach Ota (織田) bestand von 1959 bis 1973 sogar eine Gleisverbindung vom Straßenbahnnetz. Abgesehen davon und von der südwärtigen Anbindung des Bahnhofsastes wurden bislang keine Strecken stillgelegt.
Der Fuhrpark setzt sich (Stand Juni 2024) aus zehn Hochflurwagen und sieben seit 2013 beschafften Niederflurwagen zusammen. Letztgenannte teilen sich in dreiteilige Kurzgelenkwagen (Nr. 1001–1004), zweiteilige Kurzgelenkwagen (Nr. L-01, L-02) sowie einen dreiteiligen, vollständig mit Längsbestuhlung versehenen Gelenkwagen mit aufgesattelten Endwagen und kurzem Mittelteil (Nr. 2001) auf. Die Wagen L-01 und L-02 wurden durch Echizen Tetsudō für den gemeinsam betriebenen Abschnitt beschafft. Der Wagen 2001 gehört zu der von Alna Sharyo als Little Dancer bezeichneten Typenfamilie und innerhalb dieser zum Typ L. Außerdem übernahm man 2014 ein ursprünglich aus Stuttgart stammendes Fahrzeug (Typ GT4) der Straßenbahn Kōchi unter der Bezeichnung „Retram“ (レトラム, Retoramu) für Sonderfahrten. Zwei bereits 2000 gebaute teilniederflurige Einzelwagen (Nr. 802, 803) wurden 2019 an die Straßenbahn Toyohashi abgegeben, weil sie aufgrund ihrer gegenüber den anderen Fahrzeugen geringeren Länge und damit Kapazität nicht sinnvoll einsetzbar waren.
| Nummern    | Hersteller      | Baujahre         | Radpaare | Länge   | Breite | Sitzplätze | Bemerkung                    |
| ---------- | --------------- | ---------------- | -------- | ------- | ------ | ---------- | ---------------------------- |
| 802, 803   | Nippon Sharyo   | 2000             | 4        | 14,78 m | 2,22 m | 30         | 2019 abgegeben               |
| 1001–1004  | Niigata Transys | 2013, 2015, 2016 | 6        | 27,16 m | 2,65 m | 53         |                              |
| L-01, L-02 | Niigata Transys | 2015             | 4        | 18,70 m | 2,65 m | 32         | Eigentum von Echizen Tetsudō |
| 2001       | Alna Sharyo     | 2023             | 6        | 21,40 m | 2,60 m | 43         | Little-Dancer-Typ L          |